# كيفن فولي (سياسي)
كيفن فولي (بالإنجليزية: Kevin Owen Foley)‏ هو مستشار سياسي وسياسي أسترالي، ولد في 25 سبتمبر 1960. حزبياً، نشط في حزب العمال الأسترالي (فرع جنوب أستراليا) ‏.

## مناصب
- انتخب Minister for Police ‏ (8 فبراير 2011 – 21 أكتوبر 2011).
- انتخب Minister for Emergency Services ‏ (8 فبراير 2011 – 21 أكتوبر 2011).
- انتخب Minister for Industry and Trade ‏ (23 مارس 2006 – 25 مارس 2010).
- انتخب Minister for Police ‏ (13 مايو 2003 – 23 مارس 2006).
- انتخب وزير مالية جنوب أستراليا [الإنجليزية]‏ (6 مارس 2002 – 8 فبراير 2011).
- في 2006 South Australian state election [الإنجليزية]‏، انتخب عضو مجلس النواب جنوب أستراليا من الجمعية عن دائرة Electoral district of Port Adelaide [الإنجليزية]‏ وقد انضم خلال فترته النيابية ‏ (9 فبراير 2002 – 12 ديسمبر 2011)  للكتلة البرلمانية حزب العمال الأسترالي (فرع جنوب أستراليا) [الإنجليزية]‏.
- انتخب Deputy Premier of South Australia [الإنجليزية]‏ (6 مارس 2002 – 8 فبراير 2011).
- في 1997 South Australian state election [الإنجليزية]‏، انتخب عضو مجلس النواب جنوب أستراليا من الجمعية عن دائرة Electoral district of Hart [الإنجليزية]‏ وقد انضم خلال فترته النيابية ‏ (11 ديسمبر 1993 – 8 فبراير 2002)  للكتلة البرلمانية حزب العمال الأسترالي (فرع جنوب أستراليا) [الإنجليزية]‏.